# جيرار جانفيون
جيرار جانفيون (بالفرنسية: Gérard Janvion)‏ (مواليد 21 أغسطس 1953) هو لاعب كرة قدم. يلعب مع منتخب فرنسا لكرة القدم. سبق له أن لعب في كأس العالم لكرة القدم مع منتخب بلاده.

## روابط خارجية
- جيرار جانفيون على موقع الاتحاد الدولي (مؤرشف)  (الإنجليزية)
- جيرار جانفيون على موقع قاعدة بيانات كرة القدم.إي يو (الإنجليزية)
- جيرار جانفيون على موقع ليكيب (الفرنسية)
- جيرار جانفيون على موقع ناشيونال فوتبول تيمز (الإنجليزية)
- جيرار جانفيون على موقع عالم كرة القدم.نت (الإنجليزية)